# Ernst Barczewski
Ernst Barczewski (ur. 1 marca 1861 w Zawadach Ełckich, zm. 11 września 1937 w Brodnicy) – mazurski pastor ewangelicki, działacz niemieckiej mniejszości narodowej w II RP, poseł na Sejm (1920–1922) i senator RP (1928–1930).

## Życiorys
W 1882 ukończył Królewskie Kolegium Friedricha w Królewcu, a pięć lat później teologię ewangelicką na tamtejszym uniwersytecie. Został ordynowany na księdza ewangelickiego w Prusach Wschodnich. W latach 1910–1936 był superintendentem Diecezji Działdowo-Brodnica Ewangelickiego Kościoła Unijnego w Polsce. Odprawiał nabożeństwa w języku polskim na Mazurach.
W 1903 roku założył kasę oszczędnościowo-pożyczkową Raiffeisena w Działdowie. Podczas plebiscytu na Mazurach w 1920 domagał się jego przeprowadzenia również w Działdowie.
10 marca 1923 roku został powołany na kapelana pomocniczego wyznania ewangelicko-unijnego dla Okręgu Korpusu Nr I ze specjalnym uwzględnieniem osób wojskowych wyznania ewangelicko-unijnego garnizonu warszawskiego. Niezależnie od tego powierzono mu opiekę duszpasterską nad wszystkimi ewangelikami garnizonów Ciechanów i Działdowo. 20 czerwca tego samego roku odszedł z wojska. Nie znamy przyczyny. Wydział Wyznań Niekatolickich podał kilka miesięcy później, że jest zbyt mało żołnierzy innych wyznań i nie ma potrzeby powoływania kapelana wyznania ewangelickiego. Badacze przypuszczają, że chodziło raczej o to, aby opieki nad żołnierzami nie sprawowali niemieccy duchowni. 2 maja 1920 został wybrany posłem niemieckim do Sejmu RP z okręgu Grudziądz. Reprezentował w parlamencie Partię Niemiecką (Deutsche Partei).
W II RP sprawował mandat radnego sejmiku powiatowego w Działdowie. W latach 1928–1930 był senatorem II kadencji z listy Bloku Mniejszości Narodowych wybranym w okręgu pomorskim. Po 1933 odsunął się od aktywnej działalności politycznej ze względu na wzrost znaczenia opcji prohitlerowskiej wśród Niemców w Polsce.
W 1927 podarował Muzeum Mazurskiemu w Działdowie dwa polskie kancjonały z XVIII wieku. Pisywał w prasie niemieckiej w Polsce, m.in. „Deutsche Rundschau in Polen” i „Raiffeisenbote für Pommerellen”.
Został pochowany na cmentarzu ewangelicko-augsburskim w Działdowie.